# Fred Buljo

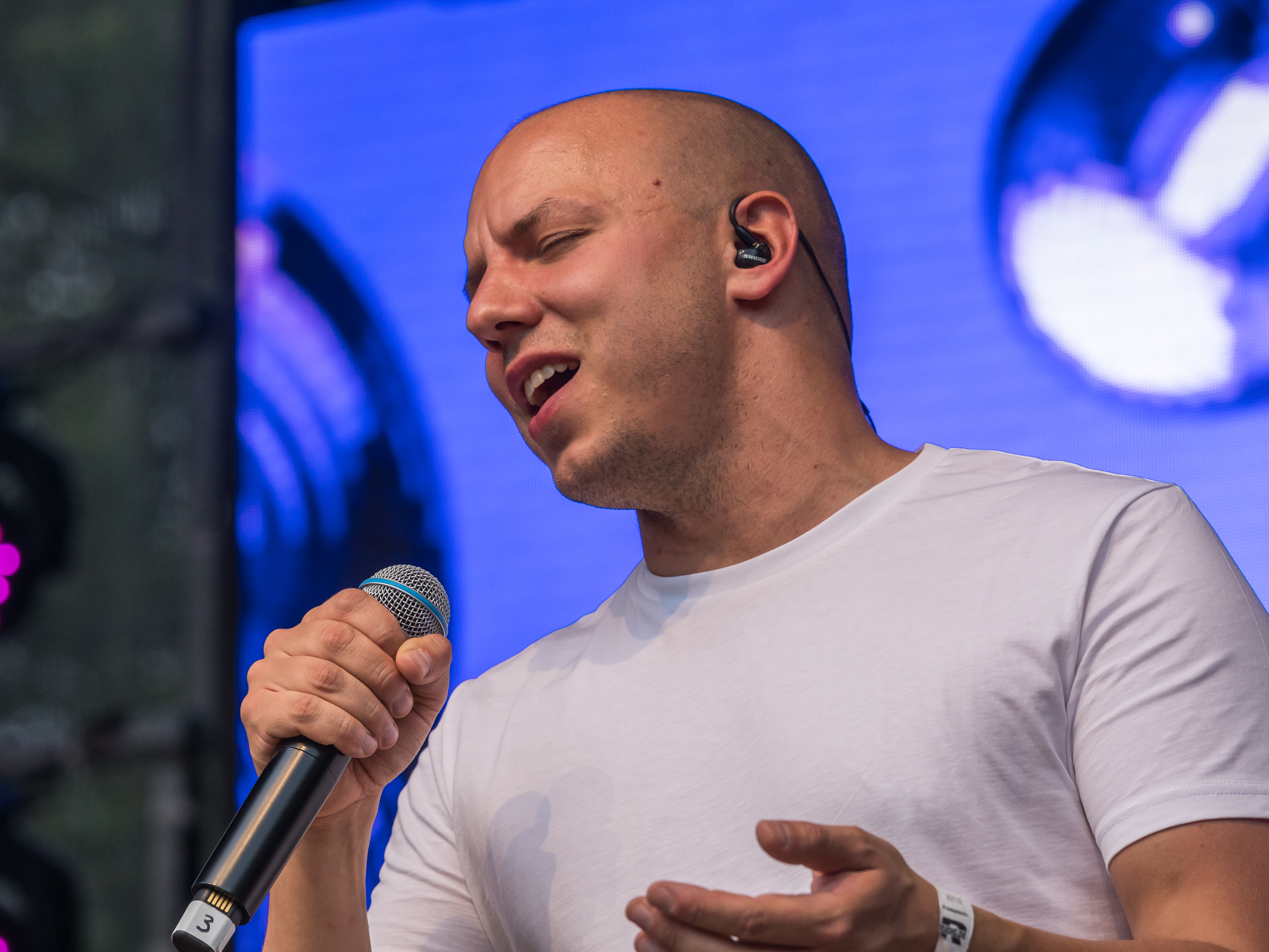
Fred Buljo, 2019

Fred-René Øvergård Buljo (* 6. Februar 1988) ist ein norwegisch-samischer Rapper, Joiker und Politiker. Er war Mitglied der samischen Rapgruppe Duolva Duottar und nahm mit der Band KEiiNO am Eurovision Song Contest 2019 teil.

## Leben
Mit der samischen Rapgruppe Duolva Duottar, die im Jahr 2007 gegründet wurde, nahm Buljo im Jahr 2008 an der norwegischen Castingshow Norske Talenter teil. Dabei gelang es der Gruppe, ins Finale einzuziehen. Anschließend gaben sie Konzerte in Norwegen und Russland, so unter anderem auch beim samischen Musikfestival Riddu Riđđu.
Buljo trat für die samische Partei Árja bei der Sametingswahl 2013 an, wo er Vararepresentant, also Ersatzabgeordneter, wurde. Er kandidierte dabei im die Kommunen Kautokeino, Karasjok und Porsanger umfassenden Wahlkreis Ávjovárri. 2016 rückte er schließlich ins Parlament nach, als seine Parteikollegin Inger Eline Eriksen Fjellgren Mitglied des Sametingsråds wurde und so ihr Mandat im Sameting ruhen lassen musste. Buljo war in seiner Abgeordnetenzeit Mitglied im Ausschuss für Erziehung, Pflege und Bildung. Bei der Wahl 2017, bei der er als Spitzenkandidat für den Wahlkreis Südnorwegen angetreten war, schied er aus dem Parlament aus. Im Jahr 2021 wurde er erneut Spitzenkandidat der Árja in Südnorwegen.
Fred Buljo wurde im Jahr 2018 Mitglied der neu gegründeten Band KEiiNO, die im Januar 2019 am norwegischen ESC-Vorentscheid, dem Melodi Grand Prix 2019 teilnahm. Dort konnten sie mit dem Lied Spirit in the Sky gewinnen und durften somit Norwegen beim Eurovision Song Contest in Tel Aviv vertreten. Buljo, der in diesem Lied joikt, hatte davor noch nie öffentlich auf diese Art gesungen. Beim Eurovision Song Contest belegten sie mit den meisten Publikumsstimmen den sechsten Platz im Finale. Im Sommer 2020 war Buljo einer der Teilnehmer der norwegischen Tanzsendung Skal vi danse. Im April 2022 moderierte er gemeinsam mit seiner KEiiNO-Bandkollegin Alexandra Rotan den Sámi Grand Prix.
Die Band KEiiNO ist nach Buljos Heimatort Kautokeino benannt. Neben seiner Tätigkeit als Musiker begann er unter anderem in einem samischen Kindergarten in Oslo zu arbeiten.